# Heike Fröhling
Heike Fröhling (* 1971 in Unna) ist eine deutsche Schriftstellerin.

## Leben
Fröhling studierte in Koblenz und Bonn Schulmusik, Germanistik und Musikwissenschaft und arbeitet als freie Autorin und Referentin in der Hochbegabtenförderung. Von ihr sind bisher sieben Romane verlegt worden.
2012 startete sie ein Handyroman-Portal. Dort entstanden Texte, die direkt für das Smartphone konzipiert sind. Gleichzeitig stand dort auch das Mitmach-Element im Vordergrund.
2013 erschien ihr erster Roman Inselsommer im Aufbau-Verlag.
Heike Fröhling lebt mit ihrem Mann, Solo-Oboist am Hessischen Staatstheater, und den drei Kindern in Wiesbaden.

## Werke
- Blaues Integral. Fölbach, 1999, ISBN 978-3-923532-81-0
- Erdengesänge. One Way Medien, ISBN 978-3-89895-025-1
- Sei kein Frosch, Malte. One Way Medien, 2002, ISBN 978-3-89895-013-8
- Mutterfeuer. Handyroman. Amazon Kindle Edition, 2012
- Eisenmurmel. CreateSpace, 2012, ISBN 978-1-4782-5906-0
- Inselsommer. Aufbau-Verlag, 2013, ISBN 978-3-7466-2916-2
- Als Träume fliegen lernten. Roman, BoD 2014, ISBN 9783734736612
- Liebe auf zwölf Pfoten. Erzählung, BoD 2014, ISBN 9783735794680
- Am Anfang war die Stille. Roman (Pseudonym Leonie Haubrich), Amazon Publishing 2015, ISBN 978-1-47783003-1
- Auf manche Nacht folgt kein Tag. Roman (Pseudonym Leonie Haubrich), BoD 2015, ISBN 9783734760655
- Stille zwischen den Noten. Roman, BoD 2015, ISBN 9783738609813
- Der Zweite. Roman (Pseudonym Leonie Haubrich) Amazon Kindle Edition 2015, ISBN 9781515073062
- First There Was Silence. Roman (Pseudonym Leonie Haubrich, Übersetzerin Ruth Gentes Krawczyk), AmazonCrossing 2016, ISBN 9781503951020
- Das Leben ist nur ein Moment. Roman, Tinte und Feder 2016, ISBN 9781503935129
- Je schwärzer die Nacht. Roman (Pseudonym Leonie Haubrich), Edition M 2016, ISBN 9781503938380
- Liebe ist kein Duett. Roman, BoD 2016, ISBN 9781539518082
- Die Zärtlichkeit des Augenblicks. Roman, Tinte und Feder 2017, ISBN 9781477848593
- Das Leben ist nur ein Moment. Roman, Ullstein 2017, ISBN 9783548289335